# Roland Boley
Roland Boley (* 13. März 1958) ist ein ehemaliger deutscher Fußballspieler.

## Sportlicher Werdegang
Boley begann im Alter von 15 Jahren mit dem Fußballspielen beim SSV Reutlingen, mit dem er in der Auftaktsaison 1978/79 in der neu eingeführten Oberliga Baden-Württemberg antrat. Zwar stieg der Klub am Ende der Spielzeit in die viertklassige Verbandsliga Württemberg ab, dennoch hatte er höherklassig auf sich aufmerksam gemacht und wurde zu Probetraining bei Borussia Mönchengladbach und Fortuna Köln eingeladen. Ein Wechsel in die Bundesliga zerschlug sich an der Ablöseforderung der Reutlinger und dem vom gemeinsamen Spielervermittler Helmut Haller zwischenzeitlich initiierten Transfer von Armin Veh vom FC Augsburg an den Niederrhein, so dass er im Sommer 1979 dem Ruf des württembergischen Rivalen SSV Ulm 1846 folgte.
Mit dem Zweitligaaufsteiger aus Ulm belegte Boley in seiner ersten Zweitligaspielzeit den 16. Tabellenplatz, dem ein fünfter Rang in der Spielzeit 1980/81 folgte. Erst am letzten Spieltag verpasste der Klub den vierten Tabellenplatz, der angesichts der Einführung der eingleisigen 2. Bundesliga und der hierfür berücksichtigen Ergebnisse der letzten fünf Spielzeiten den Klassenerhalt bedeutet hätte. Somit stieg er nach zwei Spielzeiten nur drei Punkte hinter dem von Kickers Offenbach belegten Relegationsplatz zur Bundesliga wieder in die Drittklassigkeit ab. Unter Werner Kern gewann er an der Seite von Walter Kubanczyk, Walter Modick, Günter Berti, Michael Nushöhr und dem vormaligen Europapokalsieger Willi Hoffmann die Oberliga-Meisterschaft, in der anschließenden Aufstiegsrunde verpasste die Mannschaft in einem engen Rennen mit dem FC Augsburg den direkten Wiederaufstieg: in einem Fernduell lagen die beiden Mannschaften am letzten Spieltag der Aufstiegsrunde zehn Minuten vor Spielende punkt- und torgleich gleichauf, ehe Klaus Perrey mit seinem Treffer zum 3:0-Endstand im Spiel gegen den bereits als Aufsteiger feststehenden FSV Frankfurt die Fuggerstädter in die zweite Liga schoss, da die Spatzen nicht über ein 1:1-Remis gegen den FC Homburg hinauskamen (beide 3:3 Punkte bei FCA mit 4:3- bzw. SSV Ulm mit 3:3 Toren). 
Nach einem mittelmäßigen Start in die Spielzeit 1982/83 wurde Kern durch Paul Sauter ersetzt, unter dessen Leitung die Mannschaft sich in einem Duell mit dem Offenburger FV im Meisterschaftsrennen durchsetzte und nach einer gegen den 1. FC Saarbrücken, den VfR Bürstadt und die SpVgg Unterhaching ohne Niederlage gestalteten Aufstiegsrunde wieder in die Zweitklassigkeit aufstieg. Nach einem 13. Tabellenplatz in der ersten Saison nach dem Wiederaufstieg verlief die Spielzeit 1984/85 für den Klub desolat. In einer von Verletzungen überschatteten Saison, die auch teilweise den am Ende nur auf 22 Saisoneinsätze kommenden Boley betrafen, gewann die Mannschaft lediglich fünf Saisonspiele und musste als Schlusslicht absteigen. Während die nunmehr von Spielertrainer Werner Nickel betreute Mannschaft um Thomas Richter, Uwe Spies, Marcus Sorg, Peter Assion und Ex-Nationalspieler Bernd Martin den direkten Wiederaufstieg schaffte, war er ohne weiteren Spieleinsatz in der Oberliga geblieben und beendete im Sommer 1986 seine aktive Laufbahn.
Nach dem Karriereende arbeitete Boley zunächst als Versicherungsvertreter, später war er als Recycling-Unternehmer und im Catering-Bereich tätig.